# Barnton F.C.
Câu lạc bộ bóng đá Barnton là một câu lạc bộ bóng đá ở làng Barnton, gần Northwich, ở Cheshire, và tham gia North West Counties League Division One South.

## Lịch sử
Câu lạc bộ được thành lập vào năm 1946, và vào năm 1948, họ là thành viên sáng lập của Mid-Cheshire League. Giải đấu có thêm một hạng đấu thứ hai vào năm 1975, giúp câu lạc bộ có một vị trí trong Division One. Đội đã vô địch giải đấu lần đầu tiên vào mùa giải 1979-80, và một lần nữa vào các năm 1982-83 và 1988-89.
Chức vô địch thứ tư trong mùa giải 1996-97 là chức vô địch đầu tiên trong bảy chức vô địch liên tiếp, và sau khi chỉ về thứ ba trong mùa giải 2003-04, Barton lại giành chức vô địch mùa giải 2004-05. Giải đấu được đổi tên thành Cheshire League vào năm 2007, và câu lạc bộ đã bị xuống hạng ở Division Two sau khi xếp cuối bảng Division One mùa giải 2008-09. Sau bốn mùa giải ở Division Two, đội đã giành được danh hiệu vào mùa giải 2012-13, đồng thời thăng hạng trở lại Division One. Mùa giải tiếp theo, họ cán đích ở vị trí thứ 5, đủ cao để được thăng hạng lên Division One của North West Counties League.
Trong mùa giải 2015-16, Barton về thứ ba ở Division One, đủ điều kiện tham dự trận play-off thăng hạng; Sau khi đánh bại Cheadle Town 4-1 ở bán kết, họ đã đánh bại Bacup Borough 2-0 trong trận chung kết trước đám đông kỷ lục 554 khán giả, iành quyền thăng hạng lên Premier Division. Mùa giải cũng chứng kiến độii bóng giành được Division One Trophy, đánh bại Hanley Town 5-4 trong loạt sút luân lưu sau khi hòa 1-1.
Mùa giải 2017-18 chứng kiến Barnton kết thúc ở vị trí thứ hai từ dưới lên của Premier Division, dẫn đến việc phải xuống hạng trở lại Division One.
Vào cuối mùa giải 2019-20, câu lạc bộ đã tái cấu trúc cả trong và ngoài sân cỏ với Liam Page và Neil Murray tham gia với tư cách là người quản lý chung, và Dave Bryning được xác nhận là chủ tịch mới.

## Danh hiệu
- North West Counties League
  - Vô địch Division One Trophy 2015-16
- Cheshire League
  - Vô địch 1979-80, 1982-83, 1988-89, 1996-97, 1997-98, 1998-99, 1999-2000, 2000-01, 2001-02, 2002-03, 2004-05
  - Vô địch Division Two 2012-13
  - Vô địch Challenge Cup 1979-80, 1980-81, 1981-82, 1982-83, 1983-84, 1989-90, 1990-91, 1991-92, 1994-95, 1997-98, 1998-99, 1999-2000, 2000-01, 2003-04, 2013-14
- Cheshire Amateur Cup
  - Vô địch 1948-49, 1968-69, 2001-02, 2003-04

## Kỉ lục
- Thành tích tốt nhất tại Cúp FA: Vòng loại thứ nhất, 1948-49[2]
- Thành tích tốt nhất tại FA Vase: Vòng loại thứ hai, 2015-16[2]
- Kỉ lục số khán giả: 554 với Bacup Borough, Chung kết play-off North West Counties League Division One, 14 tháng 5 năm 2016[4]